# Sarah Stieger
Sarah Stieger (ur. 25 sierpnia 1979) – niemiecka kolarka górska, mistrzyni świata juniorek i dwukrotna medalistka mistrzostw Europy.

## Kariera
Pierwszy medal Sarah Stieger zdobyła na mistrzostwach świata w Château-d'Œx, gdzie zwyciężyła w downhillu juniorek. W 2000 roku zdobyła brązowy medal w dualu na mistrzostwach Europy w Rhenen. W zawodach tych wyprzedziły ją jedynie dwie Francuzki: Céline Gros i Nolvenn Le Caër. Na rozgrywanych rok później ME w St. Wendel zwyciężyła w downhillu, wyprzedzając bezpośrednio dwie reprezentantki Wielkiej Brytanii: Fionn Griffiths oraz Tracy Moseley. Zajęła ponadto siódme miejsce w downhillu na mistrzostwach świata w Vail w 2001 roku. Nigdy nie wystąpiła na igrzyskach olimpijskich.